# Quillarbeit
Quillarbeit oder Quillstickerei (von englisch quill, Stachel) ist die Bezeichnung für früher vor allem von den Indianern Nordamerikas aus gespleißten Stacheln des Baumstachlers hergestellte Verzierungen von Gegenständen aus Leder oder Birkenrinde. Die Stacheln wurden geplättet - entweder mithilfe von Werkzeugen oder zwischen den Zähnen hindurchgezogen, eventuell gefärbt und auf Kleidung und Gebrauchsgegenstände aufgenäht. Heutzutage werden meist Glasperlen verwendet, deren Verarbeitung weit weniger aufwändig ist, aber für kleinere Gegenstände, z. B. Ohrringe oder Medizinräder, werden auch die Stachelschweinborsten wieder beliebter.

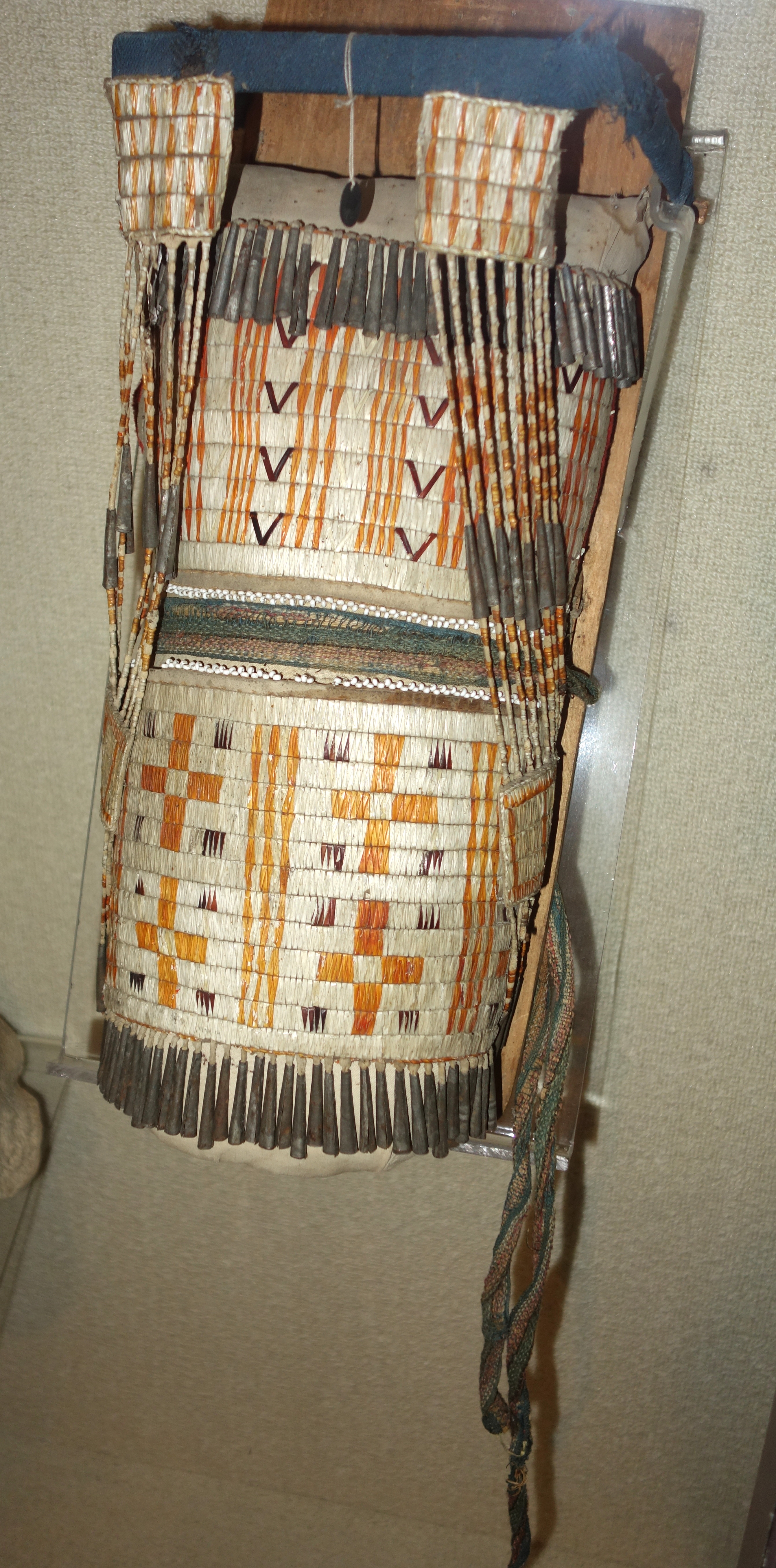
Babytrage im Wisconsin Historical Museum
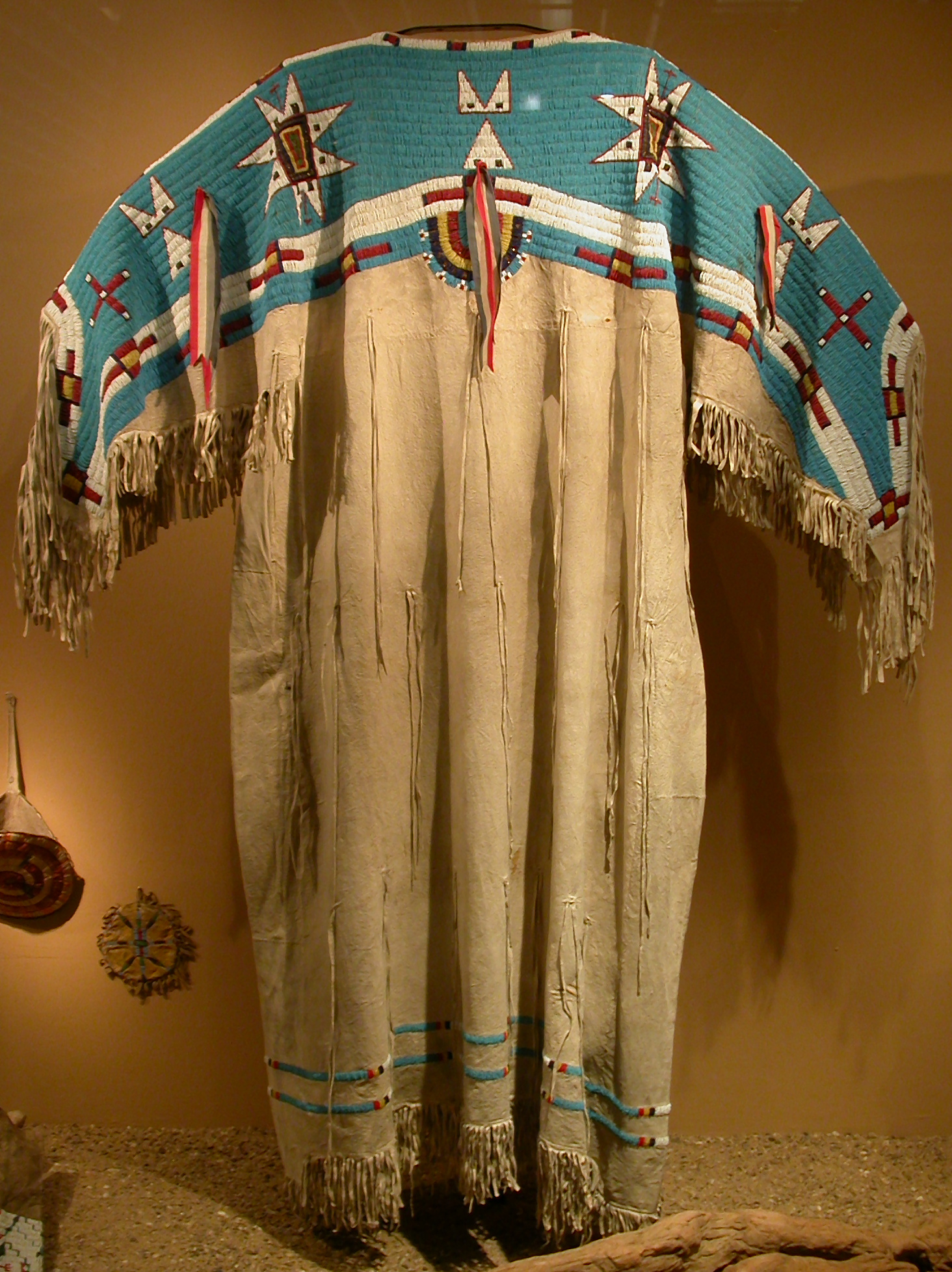
Sioux-Frauenkleid
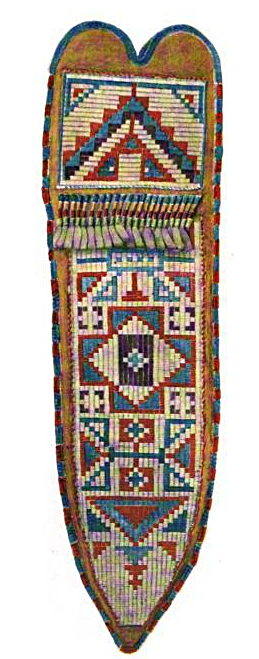
Verzierte Messerscheide
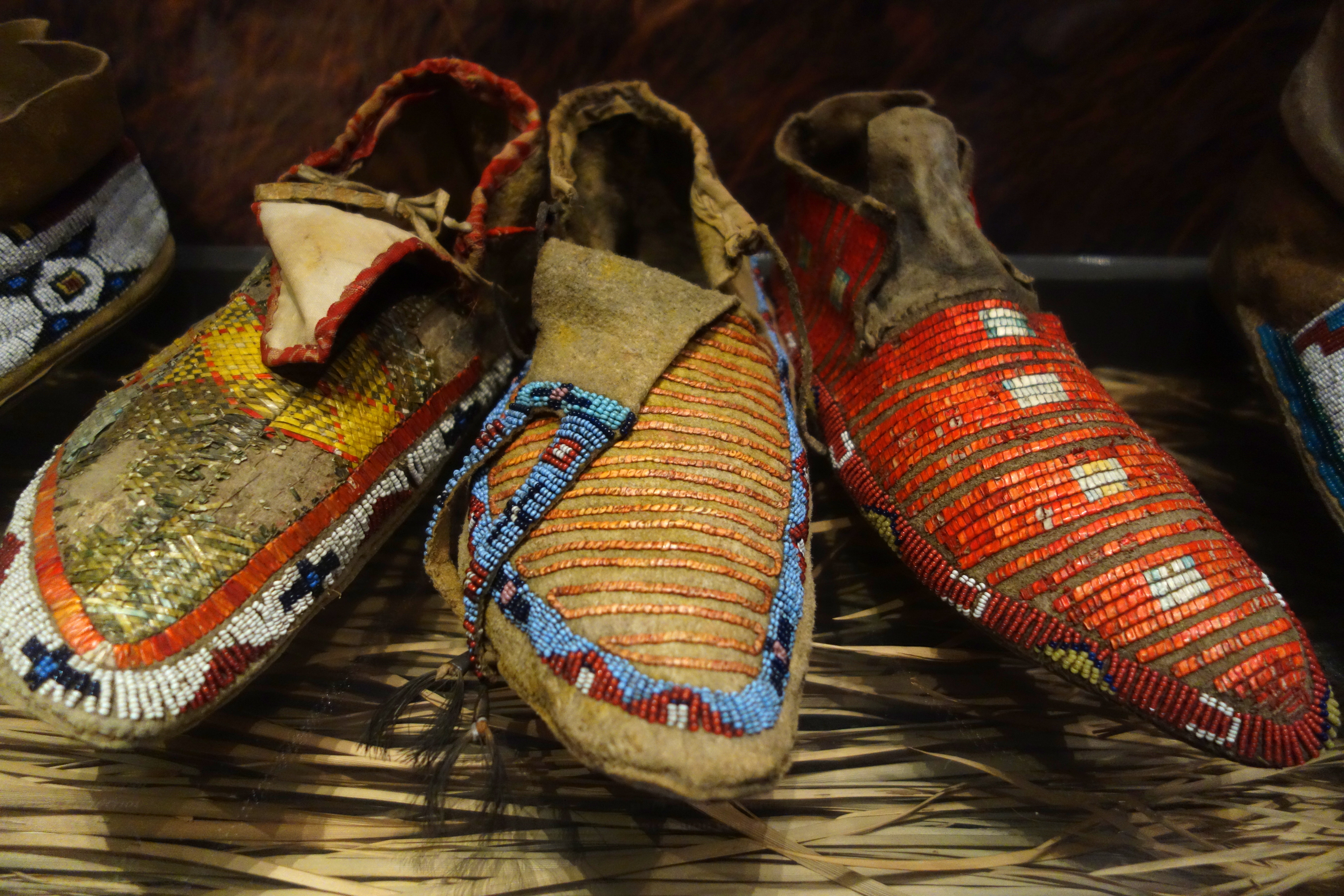
Lakota-Mokassins mit Perlen- und Quillarbeit